# Football Club Flora (femminile)
Il Football Club Flora, noto più comunemente come Flora Tallinn o Flora, è una squadra di calcio femminile estone, sezione dell'omonimo club con sede a Tallinn. Milita nella Naiste Meistriliiga, la massima serie del campionato nazionale di categoria, e gioca le partite interne nella capitale all'A. Le Coq Arena, stadio della capienza di oltre 14 000 posti.
Istituita nel 1997, dalla fine degli anni duemiadieci la squadra è riuscita crescere di competitività prevalendo infine sul Pärnu JK che aveva monopolizzato il campionato nella prima parte del decennio, assicurandosi tra il 2018 e il 2020 il titolo di Campione d'Estonia e il conseguente accesso alla UEFA Women's Champions League; a questi si aggiungono 6 Coppe d'Estonia e 5 Supercoppe estoni.

## Strutture

### Stadio
Il Flora gioca le partite casalinghe alla A. Le Coq Arena di Tallinn, nel distretto di Kesklinn (sub-distretto di Kitseküla). L'impianto, situato sulla stessa area del preesistente Lilleküla Stadium, è stato inaugurato nel 2001 e dal 2019 è condiviso col Levadia Tallinn. Ad oggi è il principale stadio dell'Estonia e ha una capienza di 14 336 posti.

## Palmarès
- Campionato estone femminile: 6

2018, 2019, 2020, 2021, 2022, 2023
- Coppa d'Estonia femminile: 6

2007, 2008, 2013, 2018, 2019, 2020
- Supercoppa estone femminile: 5

2009, 2010, 2018, 2019, 2020

## Organico

### Rosa 2021
Rosa, ruoli e numeri di maglia aggiornati al 19 agosto 2021.
| N. |                    | Ruolo | Calciatrice           |
| -- | ------------------ | ----- | --------------------- |
| 1  | Estonia (bandiera) | P     | Victoria Vihman       |
| 2  | Estonia (bandiera) | D     | Jessika Uleksin       |
| 7  | Estonia (bandiera) | C     | Valeria Liik          |
| 8  | Estonia (bandiera) | C     | Helina Tarkmeel       |
| 11 | Estonia (bandiera) | A     | Maarja Saulep         |
| 12 | Estonia (bandiera) | P     | Ksenija Jerofejeva    |
| 13 | Estonia (bandiera) | A     | Kristina Teern        |
| 14 | Estonia (bandiera) | C     | Kethy Õunpuu          |
| 16 | Estonia (bandiera) | C     | Jaanika Volkov        |
| 18 | Estonia (bandiera) | C     | Marta Raidna          |
| 19 | Estonia (bandiera) | C     | Anastassia Ivanova    |
| 20 | Estonia (bandiera) | D     | Ariina Mürkhain       |
| 22 | Estonia (bandiera) | C     | Hanna Karoliina Kalle |

| N. |                    | Ruolo | Calciatrice          |
| -- | ------------------ | ----- | -------------------- |
| 30 | Estonia (bandiera) | D     | Siret Räämet         |
| 31 | Estonia (bandiera) | C     | Maria Ivanova        |
| 33 | Estonia (bandiera) | C     | Kelly Rosen          |
| 34 | Estonia (bandiera) | D     | Maarija Mikiver      |
| 36 | Estonia (bandiera) | A     | Karolin Ulmre        |
| 43 | Estonia (bandiera) | P     | Getriin Strigin      |
| 47 | Estonia (bandiera) | D     | Kärt Mere            |
| 59 | Estonia (bandiera) | A     | Lisette Tammik       |
| 61 | Estonia (bandiera) | A     | Getter Saar          |
| 72 | Estonia (bandiera) | C     | Mari-Liis Lillemäe   |
| 77 | Estonia (bandiera) | C     | Anastasia Dodeltseva |
| 89 | Estonia (bandiera) | P     | Getter Laar          |